# Acanthurus bariene
Acanthurus bariene es una especie de pez del género Acanthurus, familia Acanthuridae. Fue descrita científicamente por Lesson en 1831.
Se distribuye por la región del Indo-Pacífico Occidental: Mozambique y Maldivas. La longitud total (TL) es de 50 centímetros. Habita en taludes de arrecifes. Puede alcanzar los 50 metros de profundidad.
Está clasificada como una especie marina inofensiva para el ser humano.